# Henry Walton Grinnell
Henry Walton Grinnell (19 novembre 1843 – 2 septembre 1920), aussi appelé Walton Grinnell, est un militaire américain vétéran de la guerre de Sécession et de la guerre hispano-américaine. Il devient contre-amiral et inspecteur général dans la Marine impériale japonaise et participe à la bataille du fleuve Yalou pendant la guerre sino-japonaise (1894-1895). À la fin de cette guerre, il a accédé au rang d'amiral.
La sœur aînée de Grinnell, Sylvia (née en 1838), épousa William Fitzherbert Ruxton (né en 1830) qui devient amiral dans la Royal Navy britannique.
Henry Grinnell, le père de Walton et Sylvia, est associé dans la compagnie Grinnell, Minturn & Co et propriétaire de la compagnie maritime Swallowtail qui comprend le Flying Cloud, le clipper le plus rapide au monde en 1851. Il finance une expédition pour découvrir ce qu'il est advenu de John Franklin disparu en recherchant le passage du Nord-Ouest. La péninsule de Grinnell sur l'île Devon est nommé d'après lui.